# Коман, Теоман
Теоман Коман (тур. Teoman Koman, 7 июля 1936, Стамбул — 14 декабря 2013, Ускюдар, Стамбул) — турецкий генерал, ушедший в отставку в 1997 году. Он был главнокомандующим жандармерии Турции (1995–1997 годы), ранее возглавлял Национальную разведывательную организацию (1988–1992 годы) и был заместителем генерального секретаря Совета национальной безопасности (1986–1988 годы).
Коману было предъявлено обвинение в причастности к «постмодернистскому перевороту» 1997 года. Коман сказал на судебных процессах по Эргенекону, что ему было известно о существовании подразделения жандармерии JITEM во время его пребывания в должности и что это была неофициальная ассоциация членов жандармерии, которую он запретил.
По слухам, будучи молодым офицером, он ударил бывшего премьер-министра Аднана Мендереса в его камере во время суда над Ясиадой.
Коман был задержан 29 мая 2012 года в связи с расследованием 28 февраля, а затем арестован и отправлен в тюрьму. Освобождён 3 сентября 2013 года по состоянию здоровья.
Он скончался 14 декабря 2013 года в учебной больнице GATA Хайдарпаша, где проходил лечение. Похоронен на Улусском кладбище в районе Бешикташ в Стамбуле.

Теоман Коман (справа) охраняет бывшего премьер-министра Мендереса после его попытки суицида перед казнью